# Coelioxys desmieri
Coelioxys desmieri är en biart som beskrevs av Pasteels 1968. Coelioxys desmieri ingår i släktet kägelbin, och familjen buksamlarbin. Inga underarter finns listade i Catalogue of Life.